# Bistorta
Genre
Classification phylogénétique
Bistorta, les bistortes, est un genre de plantes herbacées de la famille des Polygonaceae (du grec polus : beaucoup, et gonu : genou (tiges très noueuses). Le nom de genre vient du latin bistortus, faisant référence à la souche deux fois tordue des plantes.

## Liste des espèces
Selon Catalogue of Life (9 juin 2018) :
- Bistorta abbreviata Kom.
- Bistorta abukumensis K. Yonekura, J. Iketsu & H. Ohashi
- Bistorta affinis (D. Don) Greene
- Bistorta albiflora Miyam. & H.Ohba
- Bistorta alopecuroides (Turcz. ex Meisn.) Kom.
- Bistorta amplexicaulis (D. Don) Greene
- Bistorta attenuatifolia Miyam. & H.Ohba
- Bistorta bistortoides (Pursh) Small
- Bistorta burmanica Yonek. & H.Ohashi
- Bistorta coriacea (Sam.) Yonekura & H. Ohashi
- Bistorta diopetes H. Ohba & S. Akiyama
- Bistorta elliptica (Willd. ex Spreng.) Kom.
- Bistorta emodi
- Bistorta griersonii Yonek. & H.Ohashi
- Bistorta griffithii (Hook. fil.) A.J.C. Grierson
- Bistorta hayachinensis (Makino) Gross
- Bistorta honanensis (H.W. Kung) Yonekura & H. Ohashi
- Bistorta incana (Nakai) Nakai ex T.Mori
- Bistorta jaljalensis H. Ohba & S. Akiyama
- Bistorta krascheninnikovii Ivanova
- Bistorta longispicata Yonekura & H.Ohashi
- Bistorta ludlowii Yonekura & H.Ohashi
- Bistorta macrophylla (D. Don) Sojak
- Bistorta manshuriensis (Petrov ex Kom.) Kom.
- Bistorta milletii Leveille
- Bistorta milletioides H. Ohba & S. Akiyama
- Bistorta ochotensis Kom.
- Bistorta officinalis
- Bistorta paleacea (Wall.) Yonekura & H. Ohashi
- Bistorta perpusilla (Hook. fil.) Greene
- Bistorta plumosa (Small) Greene
- Bistorta purpureonervosa (A.J. Li) Yonekura & H. Ohashi
- Bistorta rhaetica (Bruegger ex G. Beck) J. Dostál
- Bistorta rubra K. Yonekura & H. Ohashi
- Bistorta sherei H. Ohba & S. Akiyama
- Bistorta sinomontana (Sam.) F. Miyamoto
- Bistorta subauriculata Kom.
- Bistorta subscaposa Petrov
- Bistorta suffulta (Maxim.) H. Gross
- Bistorta tenuicaulis (Biss. & Moore) Nakai
- Bistorta tubistipulis Miyam. & H.Ohba
- Bistorta vacciniifolia (Wall. ex Meisner) Greene
- Bistorta vivipara (L) Delarbre